# Fingernummeret
"Fingernummeret" er et revynummer fra Cirkusrevyen 1974, der er skabt af de to komikere Dirch Passer og Preben Kaas. I nummeret ser man Dirch Passer fremføre forskellige fingerbevægelser, som om det er stor kunst, alt i mens han nynner en spændingsmelodi. Dette til stor underholdning for publikum. I 2006 fik "Fingernummeret" en placering i den danske Kulturkanons afsnit om scenekunst, under punktet 4 revynumre. Herefter kom det frem i flere danske medier, at nummeret er en kopi. I virkeligheden er nummeret skabt af den amerikanske komiker Art Metrano og blev første gang præsenteret i 1969. Art Metrano optrådte i flere år med nummeret i amerikanske shows, blandt andet Dean Martin Show og Mike Douglas Show.